# West-Eastern Divan Orchestra

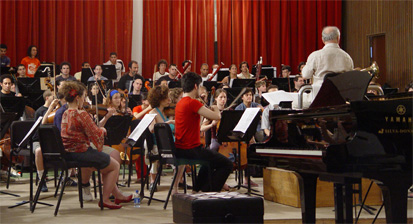
Imatge de l'Orquestra, sota la direcció de Daniel Barenboim, durant un concert a Sevilla el 25 de juliol de 2005

La West-Eastern Divan Orchestra (en català: Orquestra del Divan occidental-oriental) és una orquestra de música ideada pel músic argentino-israelià Daniel Barenboim i l'escriptor estatunidenc-palestí Edward Said.
Ambdós artistes van crear l'any 1999 l'orquestra amb l'objectiu de promoure, mitjançant l'art, el procés de pau entre jueus i palestins. El conjunt aplega, en un esperit de concòrdia, joves talents musicals israelians, palestins, àrabs i iranians. El seu nom s'inspira en una antologia de poemes de Johann Wolfgang von Goethe.
Fundada a Weimar, des de 2002 rep el suport econòmic de la Junta d'Andalusia i de diversos mecenes espanyols, i traslladà la seva base a Sevilla. En aquesta ciutat realitza la seva escola d'estiu els mesos de juliol i agost, després dels quals l'orquestra realitza la seva gira anual, que l'ha portada a actuar arreu del món.
És gestionada per la Fundació Baremboim-Said que també desenvolupa altres programes d'educació musical basats en els principis de la coexistència i el diàleg com l'Acadèmia d'Estudis Orquestrals, el projecte Educació Musical a Palestina i el projecte d'Educació Musical a la Primera Infància a Sevilla.
L'any 2006 fou guardonada, juntament amb Daniel Barenboim, amb el Premi Internacional Terenci Moix en la categoria de personatge de l'any en arts escèniques.